# Soldaat van Oranje (musical)
Soldaat van Oranje is een Nederlandse musical, gebaseerd op het waargebeurde verhaal van de Nederlandse verzetsstrijder Erik Hazelhoff Roelfzema. De belevenissen van Hazelhoff Roelfzema tijdens de Tweede Wereldoorlog verschenen eerder in boekvorm en als film onder regie van Paul Verhoeven met Rutger Hauer in de hoofdrol.

## Geschiedenis
De musical ging op 30 oktober 2010 in première in de speciaal voor de voorstelling gebouwde TheaterHangaar op Vliegkamp Valkenburg in Katwijk. Koningin Beatrix, prinses Irene, Hazelhoff's weduwe Karin en schoondochter, fotografe Patricia Steur, waren hierbij aanwezig. Toenmalig prins Willem-Alexander en prinses Máxima bezochten de musical in juni 2011. Op 26 september 2013 beleefde het zijn 1000ste voorstelling en eind december 2013 zijn 1095ste voorstelling. Sindsdien is het de langstlopende theaterproductie ooit in Nederland; de musical The Phantom of the Opera had 1094 voorstellingen. Op 16 mei 2016 werd tijdens de 1.830ste voorstelling de twee miljoenste bezoeker verwelkomd, en op zaterdag 19 november 2016 werd de 2000ste voorstelling gespeeld. De 2500ste voorstelling werd gespeeld op donderdag 27 september 2018 en op 24 november 2019 werd de 3 miljoenste bezoeker ontvangen. Op 30 april 2022, de dag van het 11,5-jarig bestaan, speelde Soldaat haar 3000ste voorstelling. Een jaar later, op 30 april 2023, vierde Soldaat haar 12,5-jarig, koperen jubileum. Omdat ’Soldaat’ al zolang draaide en een bijzonder en belangrijk verhaal blijft vertellen over de Nederlandse geschiedenis, heeft de producent Fred Boot namens de Koning van de burgemeester van Katwijk een Ridderorde ontvangen. De musical liep in de eerste vorm tot en met 14 juli 2024. Met ingang van 8 september 2024 is de musical te zien in een nieuwe vorm. De speelperiode van de musical in de vernieuwde vorm loopt voorlopig t/m januari 2026. 

## Verhaal
De Leidse student Erik Hazelhoff Roelfzema en zijn vrienden leiden een onbezorgd studentenleven, totdat de Duitsers in 1940 Nederland binnenvallen. De begin twintigers realiseren zich als donderslag bij heldere hemel dat niets meer hetzelfde is. Vriendschap en liefde zijn niet langer vanzelfsprekend. De oorlog zet alles op zijn kop en de verhoudingen op scherp. Iedereen moet keuzes maken. Vechten voor vrijheid, volk, vaderland? Verder studeren met de kop in het zand? Of doelbewust kiezen voor de vijand?
Hazelhoff Roelfzema schreef zijn verhaal op in het in 1970 verschenen boek Het hol van de ratelslang, een jaar later nog eens uitgegeven onder de titel Soldaat van Oranje. In de gelijknamige film van Paul Verhoeven uit 1977 speelde Rutger Hauer het op de verzetsman gebaseerde personage Erik Lanshoff.
De musical brengt het waargebeurde verhaal in een theatersetting. Aan het begin van de oorlog vertrekt Erik naar Engeland, van waaruit hij zendapparatuur naar Nederland smokkelt en als piloot betrokken is bij bombardementen op Duitsland. Hij wordt adjudant van koningin Wilhelmina en ontvangt voor zijn verzetswerk al tijdens de oorlog de Militaire Willems-Orde, de hoogste Koninklijke onderscheiding.

## Achtergrond

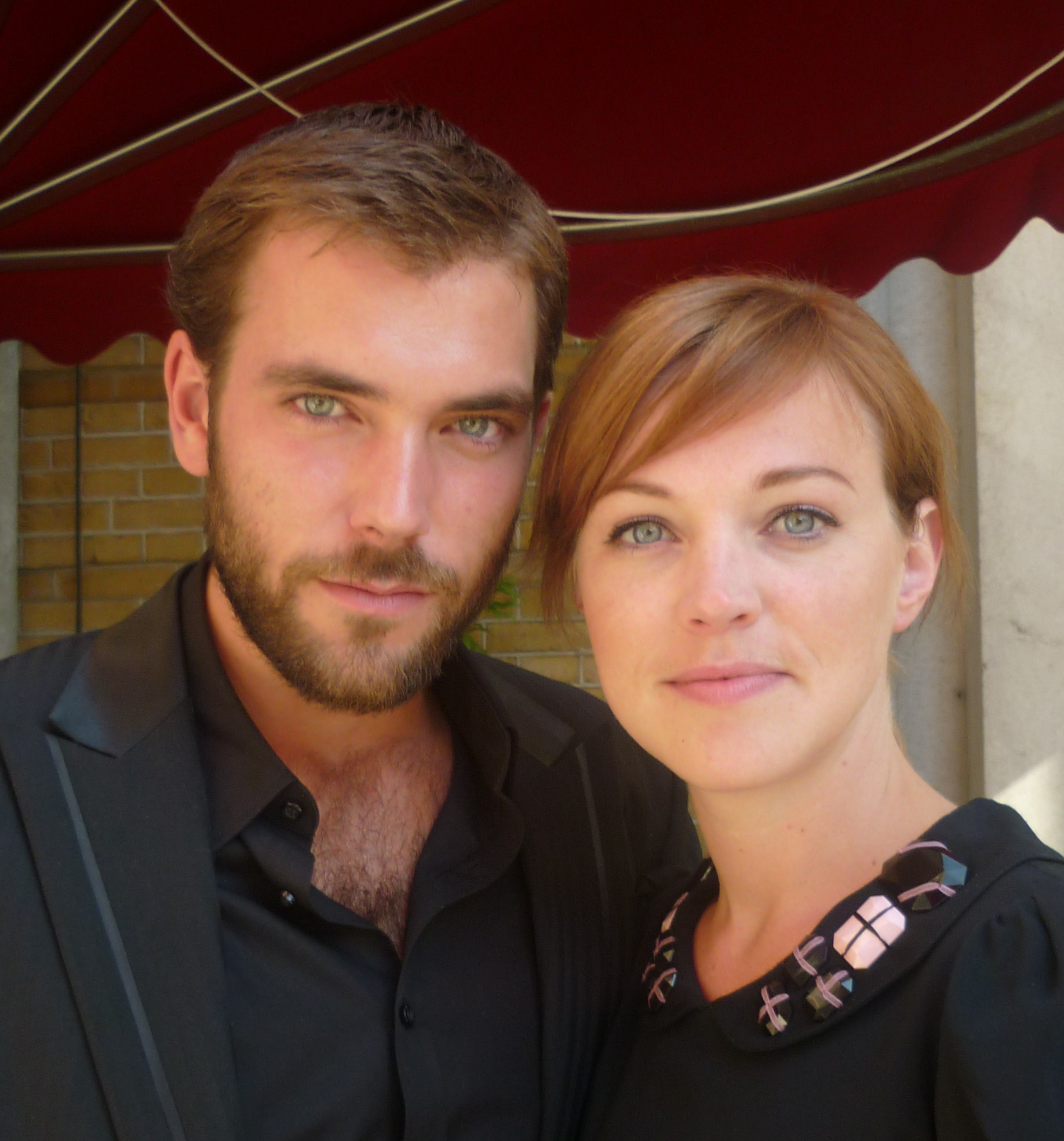
Hoofdrolspelers van het eerste uur Matteo van der Grijn en Loes Haverkort

In 2004 ontmoette producent Fred Boot Hazelhoff Roelfzema voor het eerst. In 2005 verkreeg Boot de rechten om het boek te bewerken tot een musical.
Voor het script werd Edwin de Vries aangetrokken en het Amerikaanse duo Tom Harriman en Pamela Phillips Oland was verantwoordelijk voor respectievelijk composities en liedteksten. Frans van Deursen vertaalde de liedteksten naar het Nederlands.
Boot benaderde in 2008 theaterproducent Robin de Levita voor een samenwerking. Regisseur Theu Boermans voegde zich in 2009 bij het team.

## TheaterHangaar
De musical wordt opgevoerd in een tot theater omgebouwde vliegtuighangar. De TheaterHangaar staat op voormalig militair vliegveld Valkenburg in Katwijk en vormt een toepasselijke historische plek. Voor de hangar is een ontvangstruimte gebouwd, die dienstdoet als foyer. Hierin zijn een bar, restaurant en een tentoonstelling over Engelandvaarders.
De Musical Awards zijn in 2013 uitgereikt in de TheaterHangaar in het decor van Soldaat van Oranje. De grote winnaars waren toen 'Hij Gelooft in Mij' en 'Woef Side Story'. Soldaat van Oranje zelf deed niet mee, omdat zij in een eerdere uitreiking al was beloond met vier prijzen. Wel ontving zij de Speciale Theater-award die avond, een prijs die in het leven is geroepen om musicals die op uitzonderlijke wijze opvallen ten opzichte van het totale musicalaanbod te belonen.

## SceneAround
Producent Robin de Levita bedacht speciaal voor Soldaat van Oranje een nieuwe presentatievorm van theater: SceneAround. De tribune is gebouwd op een draaischijf. Het publiek draait van decor naar decor, begeleid door 180-gradenprojecties op schermen die rondom zijn geplaatst. De zaal en de schermen zijn gemotoriseerd en geautomatiseerd. Op de tribune is plaats voor 1103 bezoekers. Het decor is rondom de tribune gebouwd. Bijna alle scènes hebben een eigen set: studentensociëteit Minerva, het studentenhuis, de kazerne, Paleis Noordeinde, het Kurhaus en er is een zee gecreëerd (echt, golvend, water, een soort golfslagbad). De landingsbaan van het vliegveld is eveneens onderdeel van het decor.

## Dakota
Koningin Wilhelmina keerde in Gilze Rijen met een Dakota terug op vaderlandse bodem. De Dakota C-47 die door Museum Bevrijdende Vleugels in Best beschikbaar was gesteld voor de musical werd op 12 augustus 2010 naar vliegveld Valkenburg in Katwijk gebracht. Kort na middernacht kwam de Dakota op de A44, ter hoogte van de Kaag, klem te zitten op een smal viaduct. De Dakota was te breed waardoor de motorgondels de betonnen relingen raakten. Het vliegtuig was zo beschadigd dat het niet kon worden gerepareerd voor de première. Deze beschadigde Dakota stond de eerste twee jaar zichtbaar geparkeerd naast het parkeerterrein en is later gesloopt omdat ze niet meer gerepareerd kon worden. De Dakota PH-ALR 'Reiger' uit 1939, die nu in de musical wordt gebruikt, werd op 23 september afgeleverd. Deze Dakota komt van het Aviodrome in Lelystad.

## Rolverdeling originele versie
| Rol                      | Cast I: 2010/2011 (vanaf 10 oktober 2010 t/m 31 juli 2011) | Cast II: 2011/2012 (t/m 14 feb 2012)             | Cast III: 2012 (vanaf 14 feb 2012 t/m 31 mei 2012) | Cast IV: 2012/2013 (vanaf 1 juli 2012)                                           | Cast V: 2013 (t/m 31 juli 2013)                                              | Cast VI: 2013/2014 (vanaf aug 2013 t/m 5 jan 2014)                | Cast VII: 2014 (van 28 jan 2014 t/m juli 2014)                  | Cast VIII: 2014 (vanaf 15 augustus 2014)                            | Cast IX: 2015 (vanaf 28 jan 2015)                                      | Cast X: 2015 (vanaf juli 2015 t/m 3 januari 2016)             | Cast XI: 2016 (vanaf februari 2016)                            | Cast XII: 2016 (vanaf augustus 2016)                            | Cast XIII: 2017 (vanaf januari 2017)                      | Cast XIV: 2017 (vanaf augustus 2017)                        | Cast XV: 2018 (vanaf februari 2018)                | Cast XVI: 2018 (vanaf augustus 2018) | Cast XVII: 2019 (vanaf januari 2019)  | Cast XVIII: 2019 (vanaf augustus 2019)                                   | Cast XIX: 2020 (vanaf februari 2020) | Cast XX: 2020 (vanaf september 2020) | Cast XXI: 2021/2022 (vanaf 1 oktober 2021 t/m 10 juli 2022) | Cast XXII: 2022/2023 (vanaf 18 augustus 2022 t/m 8 januari 2023) | Cast XXIII: 2023 (vanaf 17 februari 2023 t/m 16 juli 2023) | Cast XXIV: 2023/2024 (vanaf 25 augustus 2023 t/m 7 januari 2024) | Cast XXV: 2024 (vanaf 16 februari t/m 14 juli 2024) |              |
| ------------------------ | ---------------------------------------------------------- | ------------------------------------------------ | -------------------------------------------------- | -------------------------------------------------------------------------------- | ---------------------------------------------------------------------------- | ----------------------------------------------------------------- | --------------------------------------------------------------- | ------------------------------------------------------------------- | ---------------------------------------------------------------------- | ------------------------------------------------------------- | -------------------------------------------------------------- | --------------------------------------------------------------- | --------------------------------------------------------- | ----------------------------------------------------------- | -------------------------------------------------- | ------------------------------------ | ------------------------------------- | ------------------------------------------------------------------------ | ------------------------------------ | ------------------------------------ | ----------------------------------------------------------- | ---------------------------------------------------------------- | ---------------------------------------------------------- | ---------------------------------------------------------------- | --------------------------------------------------- | ------------ |
| Erik Hazelhoff Roelfzema | Matteo van der Grijn, Dennis ten Vergert (alternate)       | Julian Looman                                    | Dragan Bakema                                      | Matteo van der Grijn, Robbert van den Bergh (alternate)                          | Matteo van der Grijn, Robbert van den Bergh (alternate)                      | Matteo van der Grijn, Jord Knotter (alternate)                    | Matteo van der Grijn, Stefan Rokebrand (alternate)              | Stefan Rokebrand, Dorian Bindels (alternate)                        | Dorian Bindels, Niels Gooijer (alternate)                              | Dorian Bindels, Jonathan Demoor (alternate)                   | Dorian Bindels, Thomas Cammaert (alternate)                    | Valentijn Benard                                                | Valentijn Benard, Jonathan Demoor (alternate)             | Sebas Berman (aug-sep), Theo Martijn Wever, Alex van Bergen | Theo Martijn Wever, Alex van Bergen                | Alex van Bergen, Valentijn Benard    | Alex van Bergen, Valentijn Benard     | Alex van Bergen, Theo Martijn Wever                                      | Alex van Bergen, Theo Martijn Wever  | Alex van Bergen, Theo Martijn Wever  | Alex van Bergen, Alexander Schuitema                        | Alex van Bergen, Alexander Schuitema, Jonathan Demoor            | Alexander Schuitema, Milan Sekeris                         | Alexander Schuitema, Milan Sekeris                               | Jonathan Demoor, Dirk van den Brand                 |              |
| Charlotte                | Loes Haverkort, Marlijn Weerdenburg                        | Linde van den Heuvel                             | Linde van den Heuvel                               | Linde van den Heuvel                                                             | Linde van den Heuvel                                                         | Bente van den Brand                                               | Loes Haverkort, Bente van den Brand                             | Loes Haverkort, Bente van den Brand                                 | Merel Baldé, Lindertje Mans                                            | Merel Baldé, Lindertje Mans                                   | Merel Baldé, Bente van den Brand                               | Linde van den Heuvel, Melissa Drost                             | Linde van den Heuvel, Melissa Drost                       | Eva van der Post                                            | Eva van der Post                                   | Willemien Dijkstra                   | Willemien Dijkstra                    | Willemien Dijkstra                                                       | Willemien Dijkstra                   | Willemien Dijkstra                   | Cathalijne de Sonnaville                                    | Cathalijne de Sonnaville                                         | Diana van Die                                              | Diana van Die                                                    | Diana van Die                                       |              |
| Koningin Wilhelmina      | Catherine ten Bruggencate, Anke van 't Hof, Petra Laseur   | Anne Wil Blankers, Sylvia Poorta, Truus te Selle | Trudy de Jong, Marisa van Eyle, Myranda Jongeling  | Catherine ten Bruggencate, Myranda Jongeling, Anne Wil Blankers, Betty Schuurman | Catherine ten Bruggencate, Myranda Jongeling, Sylvia Poorta, Marisa van Eyle | Juul Vrijdag, Jacqueline Blom, Myranda Jongeling, Marisa van Eyle | Juul Vrijdag, Jacqueline Blom, Sylvia Poorta, Myranda Jongeling | Anne Wil Blankers, Olga Zuiderhoek, Juul Vrijdag, Myranda Jongeling | Gusta Geleijnse, Myranda Jongeling                                     | Juul Vrijdag, Olga Zuiderhoek, Gusta Geleijnse, Sylvia Poorta | Gusta Geleijnse, Henriëtte Tol, Myranda Jongeling Juul Vrijdag | Henriëtte Tol, Myranda Jongeling, Sylvia Poorta                 | Juul Vrijdag, Debbie Korper                               | Henriëtte Tol, Myranda Jongeling                            | Debbie Korper, Wivineke van Groningen              | Henriëtte Tol, Gusta Geleijnse       | Henriëtte Tol, Wivineke van Groningen | Henriëtte Tol (tot november 2019), Wivineke van Groningen, Debbie Korper | Debbie Korper, Barbara Pouwels       | Debbie Korper, Barbara Pouwels       | Sylvia Poorta, Barbara Pouwels, Henriëtte Tol               | Sylvia Poorta, Barbara Pouwels, Henriëtte Tol                    | Sylvia Poorta, Barbara Pouwels, Henriëtte Tol              | Debbie Korper, Barbara Pouwels                                   | Debbie Korper, Barbara Pouwels                      |              |
| Anton Roover             | Oren Schrijver                                             | Reinier Demeijer                                 | Robbert van den Bergh, Oren Schrijver (alternate)  | Robbert van den Bergh, Thijs Steenkamp (alternate)                               | Robbert van den Bergh, Thijs Steenkamp (alternate)                           | Maarten Heijmans                                                  | Kevin Schoonderbeek                                             | Thomas Cammaert                                                     | Ayal Oost                                                              | Thomas Cammaert, Ayal Oost                                    | Jonathan Demoor                                                | Roel Dirven                                                     | Roel Dirven                                               | Lars Mak                                                    | Lars Mak                                           | Lars Mak                             | Lars Mak                              | Thijs Miedema                                                            | Thijs Miedema                        | Thijs Miedema                        | Thijs Miedema                                               | Bart van Veldhoven                                               | Bart van Veldhoven                                         | Bart van Veldhoven                                               | Stefan de Kogel                                     |              |
| Chris de Vries           | Boy Ooteman                                                | Boy Ooteman                                      | Thijs Steenkamp, Boy Ooteman                       | Thijs Steenkamp                                                                  | Thijs Steenkamp, Xander van Vledder                                          | Boy Ooteman                                                       | Boy Ooteman                                                     | Boy Ooteman                                                         | Zjon Smaal                                                             | Sjoerd Oomen                                                  | Dennis Willekens                                               | Dennis Willekens                                                | Marcel Harteveld                                          | Marcel Harteveld                                            | Marcel Harteveld                                   | Ludo van der Winkel                  | Ludo van der Winkel                   | Ludo van der Winkel                                                      | Ludo van der Winkel                  | Jim Leijen                           | Jim Leijen                                                  | Jim Leijen                                                       | Jim Leijen                                                 | Jim Leijen                                                       | Jim Leijen                                          |              |
| Fred van Houten          | Tijn Docter                                                | Xander van Vledder                               | Harpert Michielsen                                 | Xander van Vledder                                                               | Kevin Schoonderbeek                                                          | Kevin Schoonderbeek                                               | Anne Prakke                                                     | Anne Prakke, Kevin Schoonderbeek                                    | Anne Prakke                                                            | Joost Claes                                                   | Kevin Schoonderbeek                                            | Kevin Schoonderbeek                                             | Kevin Schoonderbeek                                       | Kevin Schoonderbeek                                         | Kevin Schoonderbeek                                | Ruben Brinkman                       | Ruben Brinkman                        | Jelle de Jong                                                            | Jelle de Jong                        | Jelle de Jong                        | Beau Schneider                                              | Folkert van Diggelen                                             | Folkert van Diggelen                                       | Alex van Bergen, Folkert van Diggelen (alternate)                | Alex van Bergen, Folkert van Diggelen               |              |
| Bram Goudsmid            | Jorrit Ruijs                                               | Reinier Schimmel                                 | Rutger Bulsing                                     | Rutger Bulsing, Jorrit Ruijs                                                     | Jorrit Ruijs                                                                 | Roel Dirven                                                       | Roel Dirven                                                     | Roel Dirven, Jorrit Ruijs                                           | Roel Dirven                                                            | Sjoerd Spruijt                                                | Sjoerd Spruijt                                                 | Sjoerd Spruijt                                                  | Sjoerd Spruijt                                            | Matthijs Pater                                              | Matthijs Pater                                     | Matthijs Pater                       | Matthijs Pater                        | Eli ter Hart                                                             | Eli ter Hart                         | Eli ter Hart                         | Eli ter Hart                                                | Eli ter Hart                                                     | Eli ter Hart                                               | Eli ter Hart                                                     | Eli ter Hart                                        | Eli ter Hart |
| Paul ten Brink           | Kes Blans                                                  | Kes Blans                                        | Joey Schalker                                      | Joey Schalker, Niels Gooijer                                                     | Rutger Bulsing                                                               | Daan Colijn                                                       | Daan Colijn                                                     | Daan Colijn                                                         | Alex van Bergen                                                        | Alex van Bergen                                               | Tomer Pawlicki                                                 | Marijn Klaver                                                   | Marijn Klaver                                             | Jasper van Hofwegen                                         | Johnny Barendsen                                   | Danny Westerweel                     | Danny Westerweel                      | Ruben Kuppens                                                            | Jochem Smit                          | Jochem Smit                          | Jochem Smit                                                 | Jochem Smit                                                      | Jochem Smit                                                | Eli Rietveld                                                     | Hayo de Kruijf                                      |              |
| Victor Versteegen        | Ad-Just Bouwman                                            | Ad-Just Bouwman                                  | Raymond Paardekooper                               | Raymond Paardekooper                                                             | Raymond Paardekooper                                                         | Noël S. Keulen                                                    | Noël S. Keulen                                                  | Noël S. Keulen                                                      | Guido de Wijs                                                          | Guido de Wijs                                                 | Johnny Barendsen                                               | Johnny Barendsen                                                | Valentijn van Hall                                        | Valentijn van Hall                                          | Valentijn van Hall                                 | Johnny Barendsen                     | Johnny Barendsen                      | Johnny Barendsen                                                         | Johnny Barendsen                     | Johnny Barendsen                     | Johnny Barendsen                                            | Johnny Barendsen                                                 | Johnny Barendsen                                           | Ewout Heijbroek                                                  | Ewout Heijbroek                                     |              |
| Ada                      | Anne Lamsvelt                                              | Christine de Boer                                | Christine de Boer, Anne Lamsvelt                   | Christine de Boer, Karolien Torensma                                             | Karolien Torensma, Anne Lamsvelt                                             | Sophie Schut                                                      | Sophie Schut                                                    | Sophie Schut                                                        | Sophie Höppener                                                        | Sophie Höppener                                               | Mirtele Snabilie                                               | Mirtele Snabilie                                                | Lotta Sophie Bakker                                       | Lotta Sophie Bakker                                         | Margo Verhoeven                                    | Marle Martens                        | Marle Martens                         | Lisse Knaapen                                                            | Lisse Knaapen                        | Lisse Knaapen                        | Julia Lammerts                                              | Julia Lammerts                                                   | Julia Lammerts                                             | Julia Lammerts                                                   | Dagmar Rijff                                        |              |
| François van 't Sant     | Nico de Vries, Bart de Vries                               | Bart de Vries, Edwin de Vries (alternate)        | Bart de Vries, Nico de Vries (alternate)           | Bart de Vries                                                                    | René van Zinnicq Bergmann, Nico de Vries                                     | Nico de Vries, Maarten Wansink                                    | René van Zinnicq Bergmann, Nico de Vries                        | Mark Rietman, Huub Stapel, Nico de Vries, Kees Hulst                | Nico de Vries, Jaap Spijkers, Harpert Michielsen, Raymond Paardekooper | Hajo Bruins, Jaap Spijkers, Bert Geurkink                     | Peter Tuinman, Bert Geurkink Raymond Paardekooper              | Hajo Bruins, Raymond Paardekooper, Jaap Spijkers, Bert Geurkink | Raymond Paardekooper Wil van der Meer Howard van Dodemond | Raymond Paardekooper, Peter Tuinman                         | Raymond Paardekooper, Paul R. Kooij, Nico de Vries | Peter Tuinman, Raymond Paardekooper  | Reinier Bulder, Peter Bolhuis         | Raymond Paardekooper, Genio de Groot                                     | Raymond Paardekooper, Genio de Groot | Raymond Paardekooper, Genio de Groot | Raymond Paardekooper, Peter Bolhuis                         | Raymond Paardekooper, Peter Bolhuis                              | Raymond Paardekooper, Genio de Groot                       | Tijn Docter, Raymond Paardekooper                                | Tijn Docter, Raymond Paardekooper                   |              |
| Hofdame Tessa            | Margreet Boersbroek                                        | Melissa Drost                                    | Melissa Drost                                      | Melissa Drost, Margreet Boersbroek                                               | Jennifer van Brenk                                                           | Jennifer van Brenk                                                | Jennifer van Brenk                                              | Jennifer van Brenk                                                  | Jennifer van Brenk                                                     | Vérie Thijssen                                                | Vérie Thijssen                                                 | Vérie Thijssen                                                  | Sandra Jonkman                                            | Sandra Jonkman                                              | Sandra Jonkman                                     | Cathalijne de Sonnaville             | Cathalijne de Sonnaville              | Cathalijne de Sonnaville                                                 | Cathalijne de Sonnaville             | Cathalijne de Sonnaville             | Dominique de Bont                                           | Dominique de Bont                                                | Charlotte van der Plas                                     | Charlotte van der Plas                                           | Charlotte van der Plas                              |              |

## Rolverdeling vernieuwde versie
| Rol                      | Cast XXVI: (4 september 2024 t/m 5 januari 2025) | Cast XXVII: (14 februari 2025 t/m 13 juli 2025) | Cast XXVIII: (22 augustus 2025 t/m 4 januari 2026) |
| ------------------------ | ------------------------------------------------ | ----------------------------------------------- | -------------------------------------------------- |
| Erik Hazelhoff Roelfzema | Joep Paddenburg, Stef van Gelder (alternate)     | Joep Paddenburg, Stef van Gelder (alternate)    | Joep Paddenburg, Samir Hassan (alternate)          |
| Charlotte                | Diana van Die                                    | Danique Bol                                     | Danique Bol                                        |
| Koningin Wilhelmina      | Henriëtte Tol, Sylvia Poorta                     | Sylvia Poorta, Ottolien Boeschoten              | Henriëtte Tol, Ricky Koole                         |
| Anton Roover             | Yoran de Bont                                    | Yoran de Bont                                   | Yoran de Bont                                      |
| Chris de Vries           | Rick van Stalle                                  | Rick van Stalle                                 | Rick van Stalle                                    |
| Fred van Houten          | Ben Kütterer                                     | Ben Kütterer                                    | Ben Kütterer                                       |
| Bram Goudsmid            | Eli ter Hart                                     | Eli ter Hart                                    | Diego González-Clark                               |
| Paul ten Brink           | Hayo de Kruijf                                   | Hayo de Kruijf                                  | Korneel Defrancq                                   |
| Victor Versteegen        | Korneel Defrancq                                 | Korneel Defrancq                                | Roelof van der Sar                                 |
| Ada                      | Dorien van Gent                                  | Judith Boesen                                   | Juliëtte van Leeuwen                               |
| François van 't Sant     | Tijn Docter, Sabri Saad El Hamus                 | Tijn Docter, Reinout Bussemaker                 | Paul R. Kooij, Reinout Bussemaker                  |
| Hofdame Tessa            | Charlotte Dommershausen                          | Charlotte Dommershausen                         | Emily White                                        |
| Hofdame Angela           | Emily White                                      | Emily White                                     | Merith van Mensch                                  |

## Album
Een album met nummers uit de musical verscheen op 22 april 2011. Het album kwam op 30 april 2011 binnen op nummer 51 in de Nederlandse Album Top 100. Tegelijk met dit album verscheen een dvd met daarop een kijkje achter de schermen van de musical. Het album met de dvd werd te koop aangeboden in de TheaterHangaar en op de website van de musical. Op 16 mei 2025 kwamen de nummers 'Een klein beetje nacht' en 'Nooit meer terug' (uit de vernieuwde versie) op Spotify.
Tracklist
1. Ouverture
2. Feut Of Een Vent
3. Een Kwestie Van Tijd
4. Niets Houdt Me Tegen
5. Nooit Meer
6. Wolk In De Verte
7. Thee
8. Als Wij Niets Doen
9. Vrij Met Mij
10. Mijn Weg Naar Jou
11. Charlotte's Afscheid
12. Morgen Is Vandaag
13. Een Koningin Duldt Geen Nee
14. Blind Vertrouwen
15. Kom Terug Bij Mij
16. Zedenpreek
17. Mijn Weg Naar Jou (Reprise)
18. Eenzaam Maar Niet Alleen
19. Als Wij Niets Doen (Reprise)
20. Morgen Is Vandaag (Single Versie)
21. Vrij Met Mij (Single Versie) (Marlijn Weerdenburg & Carel Kraayenhof)
22. Eenzaam Maar Niet Alleen (Bonus Track) (Anke van 't Hof)

Hitnotering in de Nederlandse Album Top 100
| Hitnotering: (Week 1 t/m 5) 30-04-2011 t/m 28-05-2011 Hitnotering: (Week 6) 11-06-2011 Hitnotering: (Week 7 t/m 10) 25-06-2011 t/m 16-07-2011 Hitnotering: (Week 11) 20-08-2011 Hitnotering: (Week 12) 10-09-2011 Hitnotering: (Week 13 t/m 14) 01-10-2011 t/m 08-10-2011 Hitnotering: (Week 15) 12-11-2011 Hitnotering: (Week 16) 17-12-2011 Hitnotering: (Week 17) 14-01-2012 Hitnotering: (Week 18) 25-02-2012 | Hitnotering: (Week 1 t/m 5) 30-04-2011 t/m 28-05-2011 Hitnotering: (Week 6) 11-06-2011 Hitnotering: (Week 7 t/m 10) 25-06-2011 t/m 16-07-2011 Hitnotering: (Week 11) 20-08-2011 Hitnotering: (Week 12) 10-09-2011 Hitnotering: (Week 13 t/m 14) 01-10-2011 t/m 08-10-2011 Hitnotering: (Week 15) 12-11-2011 Hitnotering: (Week 16) 17-12-2011 Hitnotering: (Week 17) 14-01-2012 Hitnotering: (Week 18) 25-02-2012 | Hitnotering: (Week 1 t/m 5) 30-04-2011 t/m 28-05-2011 Hitnotering: (Week 6) 11-06-2011 Hitnotering: (Week 7 t/m 10) 25-06-2011 t/m 16-07-2011 Hitnotering: (Week 11) 20-08-2011 Hitnotering: (Week 12) 10-09-2011 Hitnotering: (Week 13 t/m 14) 01-10-2011 t/m 08-10-2011 Hitnotering: (Week 15) 12-11-2011 Hitnotering: (Week 16) 17-12-2011 Hitnotering: (Week 17) 14-01-2012 Hitnotering: (Week 18) 25-02-2012 | Hitnotering: (Week 1 t/m 5) 30-04-2011 t/m 28-05-2011 Hitnotering: (Week 6) 11-06-2011 Hitnotering: (Week 7 t/m 10) 25-06-2011 t/m 16-07-2011 Hitnotering: (Week 11) 20-08-2011 Hitnotering: (Week 12) 10-09-2011 Hitnotering: (Week 13 t/m 14) 01-10-2011 t/m 08-10-2011 Hitnotering: (Week 15) 12-11-2011 Hitnotering: (Week 16) 17-12-2011 Hitnotering: (Week 17) 14-01-2012 Hitnotering: (Week 18) 25-02-2012 | Hitnotering: (Week 1 t/m 5) 30-04-2011 t/m 28-05-2011 Hitnotering: (Week 6) 11-06-2011 Hitnotering: (Week 7 t/m 10) 25-06-2011 t/m 16-07-2011 Hitnotering: (Week 11) 20-08-2011 Hitnotering: (Week 12) 10-09-2011 Hitnotering: (Week 13 t/m 14) 01-10-2011 t/m 08-10-2011 Hitnotering: (Week 15) 12-11-2011 Hitnotering: (Week 16) 17-12-2011 Hitnotering: (Week 17) 14-01-2012 Hitnotering: (Week 18) 25-02-2012 | Hitnotering: (Week 1 t/m 5) 30-04-2011 t/m 28-05-2011 Hitnotering: (Week 6) 11-06-2011 Hitnotering: (Week 7 t/m 10) 25-06-2011 t/m 16-07-2011 Hitnotering: (Week 11) 20-08-2011 Hitnotering: (Week 12) 10-09-2011 Hitnotering: (Week 13 t/m 14) 01-10-2011 t/m 08-10-2011 Hitnotering: (Week 15) 12-11-2011 Hitnotering: (Week 16) 17-12-2011 Hitnotering: (Week 17) 14-01-2012 Hitnotering: (Week 18) 25-02-2012 | Hitnotering: (Week 1 t/m 5) 30-04-2011 t/m 28-05-2011 Hitnotering: (Week 6) 11-06-2011 Hitnotering: (Week 7 t/m 10) 25-06-2011 t/m 16-07-2011 Hitnotering: (Week 11) 20-08-2011 Hitnotering: (Week 12) 10-09-2011 Hitnotering: (Week 13 t/m 14) 01-10-2011 t/m 08-10-2011 Hitnotering: (Week 15) 12-11-2011 Hitnotering: (Week 16) 17-12-2011 Hitnotering: (Week 17) 14-01-2012 Hitnotering: (Week 18) 25-02-2012 | Hitnotering: (Week 1 t/m 5) 30-04-2011 t/m 28-05-2011 Hitnotering: (Week 6) 11-06-2011 Hitnotering: (Week 7 t/m 10) 25-06-2011 t/m 16-07-2011 Hitnotering: (Week 11) 20-08-2011 Hitnotering: (Week 12) 10-09-2011 Hitnotering: (Week 13 t/m 14) 01-10-2011 t/m 08-10-2011 Hitnotering: (Week 15) 12-11-2011 Hitnotering: (Week 16) 17-12-2011 Hitnotering: (Week 17) 14-01-2012 Hitnotering: (Week 18) 25-02-2012 | Hitnotering: (Week 1 t/m 5) 30-04-2011 t/m 28-05-2011 Hitnotering: (Week 6) 11-06-2011 Hitnotering: (Week 7 t/m 10) 25-06-2011 t/m 16-07-2011 Hitnotering: (Week 11) 20-08-2011 Hitnotering: (Week 12) 10-09-2011 Hitnotering: (Week 13 t/m 14) 01-10-2011 t/m 08-10-2011 Hitnotering: (Week 15) 12-11-2011 Hitnotering: (Week 16) 17-12-2011 Hitnotering: (Week 17) 14-01-2012 Hitnotering: (Week 18) 25-02-2012 | Hitnotering: (Week 1 t/m 5) 30-04-2011 t/m 28-05-2011 Hitnotering: (Week 6) 11-06-2011 Hitnotering: (Week 7 t/m 10) 25-06-2011 t/m 16-07-2011 Hitnotering: (Week 11) 20-08-2011 Hitnotering: (Week 12) 10-09-2011 Hitnotering: (Week 13 t/m 14) 01-10-2011 t/m 08-10-2011 Hitnotering: (Week 15) 12-11-2011 Hitnotering: (Week 16) 17-12-2011 Hitnotering: (Week 17) 14-01-2012 Hitnotering: (Week 18) 25-02-2012 | Hitnotering: (Week 1 t/m 5) 30-04-2011 t/m 28-05-2011 Hitnotering: (Week 6) 11-06-2011 Hitnotering: (Week 7 t/m 10) 25-06-2011 t/m 16-07-2011 Hitnotering: (Week 11) 20-08-2011 Hitnotering: (Week 12) 10-09-2011 Hitnotering: (Week 13 t/m 14) 01-10-2011 t/m 08-10-2011 Hitnotering: (Week 15) 12-11-2011 Hitnotering: (Week 16) 17-12-2011 Hitnotering: (Week 17) 14-01-2012 Hitnotering: (Week 18) 25-02-2012 | Hitnotering: (Week 1 t/m 5) 30-04-2011 t/m 28-05-2011 Hitnotering: (Week 6) 11-06-2011 Hitnotering: (Week 7 t/m 10) 25-06-2011 t/m 16-07-2011 Hitnotering: (Week 11) 20-08-2011 Hitnotering: (Week 12) 10-09-2011 Hitnotering: (Week 13 t/m 14) 01-10-2011 t/m 08-10-2011 Hitnotering: (Week 15) 12-11-2011 Hitnotering: (Week 16) 17-12-2011 Hitnotering: (Week 17) 14-01-2012 Hitnotering: (Week 18) 25-02-2012 | Hitnotering: (Week 1 t/m 5) 30-04-2011 t/m 28-05-2011 Hitnotering: (Week 6) 11-06-2011 Hitnotering: (Week 7 t/m 10) 25-06-2011 t/m 16-07-2011 Hitnotering: (Week 11) 20-08-2011 Hitnotering: (Week 12) 10-09-2011 Hitnotering: (Week 13 t/m 14) 01-10-2011 t/m 08-10-2011 Hitnotering: (Week 15) 12-11-2011 Hitnotering: (Week 16) 17-12-2011 Hitnotering: (Week 17) 14-01-2012 Hitnotering: (Week 18) 25-02-2012 | Hitnotering: (Week 1 t/m 5) 30-04-2011 t/m 28-05-2011 Hitnotering: (Week 6) 11-06-2011 Hitnotering: (Week 7 t/m 10) 25-06-2011 t/m 16-07-2011 Hitnotering: (Week 11) 20-08-2011 Hitnotering: (Week 12) 10-09-2011 Hitnotering: (Week 13 t/m 14) 01-10-2011 t/m 08-10-2011 Hitnotering: (Week 15) 12-11-2011 Hitnotering: (Week 16) 17-12-2011 Hitnotering: (Week 17) 14-01-2012 Hitnotering: (Week 18) 25-02-2012 | Hitnotering: (Week 1 t/m 5) 30-04-2011 t/m 28-05-2011 Hitnotering: (Week 6) 11-06-2011 Hitnotering: (Week 7 t/m 10) 25-06-2011 t/m 16-07-2011 Hitnotering: (Week 11) 20-08-2011 Hitnotering: (Week 12) 10-09-2011 Hitnotering: (Week 13 t/m 14) 01-10-2011 t/m 08-10-2011 Hitnotering: (Week 15) 12-11-2011 Hitnotering: (Week 16) 17-12-2011 Hitnotering: (Week 17) 14-01-2012 Hitnotering: (Week 18) 25-02-2012 | Hitnotering: (Week 1 t/m 5) 30-04-2011 t/m 28-05-2011 Hitnotering: (Week 6) 11-06-2011 Hitnotering: (Week 7 t/m 10) 25-06-2011 t/m 16-07-2011 Hitnotering: (Week 11) 20-08-2011 Hitnotering: (Week 12) 10-09-2011 Hitnotering: (Week 13 t/m 14) 01-10-2011 t/m 08-10-2011 Hitnotering: (Week 15) 12-11-2011 Hitnotering: (Week 16) 17-12-2011 Hitnotering: (Week 17) 14-01-2012 Hitnotering: (Week 18) 25-02-2012 | Hitnotering: (Week 1 t/m 5) 30-04-2011 t/m 28-05-2011 Hitnotering: (Week 6) 11-06-2011 Hitnotering: (Week 7 t/m 10) 25-06-2011 t/m 16-07-2011 Hitnotering: (Week 11) 20-08-2011 Hitnotering: (Week 12) 10-09-2011 Hitnotering: (Week 13 t/m 14) 01-10-2011 t/m 08-10-2011 Hitnotering: (Week 15) 12-11-2011 Hitnotering: (Week 16) 17-12-2011 Hitnotering: (Week 17) 14-01-2012 Hitnotering: (Week 18) 25-02-2012 | Hitnotering: (Week 1 t/m 5) 30-04-2011 t/m 28-05-2011 Hitnotering: (Week 6) 11-06-2011 Hitnotering: (Week 7 t/m 10) 25-06-2011 t/m 16-07-2011 Hitnotering: (Week 11) 20-08-2011 Hitnotering: (Week 12) 10-09-2011 Hitnotering: (Week 13 t/m 14) 01-10-2011 t/m 08-10-2011 Hitnotering: (Week 15) 12-11-2011 Hitnotering: (Week 16) 17-12-2011 Hitnotering: (Week 17) 14-01-2012 Hitnotering: (Week 18) 25-02-2012 | Hitnotering: (Week 1 t/m 5) 30-04-2011 t/m 28-05-2011 Hitnotering: (Week 6) 11-06-2011 Hitnotering: (Week 7 t/m 10) 25-06-2011 t/m 16-07-2011 Hitnotering: (Week 11) 20-08-2011 Hitnotering: (Week 12) 10-09-2011 Hitnotering: (Week 13 t/m 14) 01-10-2011 t/m 08-10-2011 Hitnotering: (Week 15) 12-11-2011 Hitnotering: (Week 16) 17-12-2011 Hitnotering: (Week 17) 14-01-2012 Hitnotering: (Week 18) 25-02-2012 | Hitnotering: (Week 1 t/m 5) 30-04-2011 t/m 28-05-2011 Hitnotering: (Week 6) 11-06-2011 Hitnotering: (Week 7 t/m 10) 25-06-2011 t/m 16-07-2011 Hitnotering: (Week 11) 20-08-2011 Hitnotering: (Week 12) 10-09-2011 Hitnotering: (Week 13 t/m 14) 01-10-2011 t/m 08-10-2011 Hitnotering: (Week 15) 12-11-2011 Hitnotering: (Week 16) 17-12-2011 Hitnotering: (Week 17) 14-01-2012 Hitnotering: (Week 18) 25-02-2012 | Hitnotering: (Week 1 t/m 5) 30-04-2011 t/m 28-05-2011 Hitnotering: (Week 6) 11-06-2011 Hitnotering: (Week 7 t/m 10) 25-06-2011 t/m 16-07-2011 Hitnotering: (Week 11) 20-08-2011 Hitnotering: (Week 12) 10-09-2011 Hitnotering: (Week 13 t/m 14) 01-10-2011 t/m 08-10-2011 Hitnotering: (Week 15) 12-11-2011 Hitnotering: (Week 16) 17-12-2011 Hitnotering: (Week 17) 14-01-2012 Hitnotering: (Week 18) 25-02-2012 | Hitnotering: (Week 1 t/m 5) 30-04-2011 t/m 28-05-2011 Hitnotering: (Week 6) 11-06-2011 Hitnotering: (Week 7 t/m 10) 25-06-2011 t/m 16-07-2011 Hitnotering: (Week 11) 20-08-2011 Hitnotering: (Week 12) 10-09-2011 Hitnotering: (Week 13 t/m 14) 01-10-2011 t/m 08-10-2011 Hitnotering: (Week 15) 12-11-2011 Hitnotering: (Week 16) 17-12-2011 Hitnotering: (Week 17) 14-01-2012 Hitnotering: (Week 18) 25-02-2012 | Hitnotering: (Week 1 t/m 5) 30-04-2011 t/m 28-05-2011 Hitnotering: (Week 6) 11-06-2011 Hitnotering: (Week 7 t/m 10) 25-06-2011 t/m 16-07-2011 Hitnotering: (Week 11) 20-08-2011 Hitnotering: (Week 12) 10-09-2011 Hitnotering: (Week 13 t/m 14) 01-10-2011 t/m 08-10-2011 Hitnotering: (Week 15) 12-11-2011 Hitnotering: (Week 16) 17-12-2011 Hitnotering: (Week 17) 14-01-2012 Hitnotering: (Week 18) 25-02-2012 | Hitnotering: (Week 1 t/m 5) 30-04-2011 t/m 28-05-2011 Hitnotering: (Week 6) 11-06-2011 Hitnotering: (Week 7 t/m 10) 25-06-2011 t/m 16-07-2011 Hitnotering: (Week 11) 20-08-2011 Hitnotering: (Week 12) 10-09-2011 Hitnotering: (Week 13 t/m 14) 01-10-2011 t/m 08-10-2011 Hitnotering: (Week 15) 12-11-2011 Hitnotering: (Week 16) 17-12-2011 Hitnotering: (Week 17) 14-01-2012 Hitnotering: (Week 18) 25-02-2012 | Hitnotering: (Week 1 t/m 5) 30-04-2011 t/m 28-05-2011 Hitnotering: (Week 6) 11-06-2011 Hitnotering: (Week 7 t/m 10) 25-06-2011 t/m 16-07-2011 Hitnotering: (Week 11) 20-08-2011 Hitnotering: (Week 12) 10-09-2011 Hitnotering: (Week 13 t/m 14) 01-10-2011 t/m 08-10-2011 Hitnotering: (Week 15) 12-11-2011 Hitnotering: (Week 16) 17-12-2011 Hitnotering: (Week 17) 14-01-2012 Hitnotering: (Week 18) 25-02-2012 | Hitnotering: (Week 1 t/m 5) 30-04-2011 t/m 28-05-2011 Hitnotering: (Week 6) 11-06-2011 Hitnotering: (Week 7 t/m 10) 25-06-2011 t/m 16-07-2011 Hitnotering: (Week 11) 20-08-2011 Hitnotering: (Week 12) 10-09-2011 Hitnotering: (Week 13 t/m 14) 01-10-2011 t/m 08-10-2011 Hitnotering: (Week 15) 12-11-2011 Hitnotering: (Week 16) 17-12-2011 Hitnotering: (Week 17) 14-01-2012 Hitnotering: (Week 18) 25-02-2012 | Hitnotering: (Week 1 t/m 5) 30-04-2011 t/m 28-05-2011 Hitnotering: (Week 6) 11-06-2011 Hitnotering: (Week 7 t/m 10) 25-06-2011 t/m 16-07-2011 Hitnotering: (Week 11) 20-08-2011 Hitnotering: (Week 12) 10-09-2011 Hitnotering: (Week 13 t/m 14) 01-10-2011 t/m 08-10-2011 Hitnotering: (Week 15) 12-11-2011 Hitnotering: (Week 16) 17-12-2011 Hitnotering: (Week 17) 14-01-2012 Hitnotering: (Week 18) 25-02-2012 | Hitnotering: (Week 1 t/m 5) 30-04-2011 t/m 28-05-2011 Hitnotering: (Week 6) 11-06-2011 Hitnotering: (Week 7 t/m 10) 25-06-2011 t/m 16-07-2011 Hitnotering: (Week 11) 20-08-2011 Hitnotering: (Week 12) 10-09-2011 Hitnotering: (Week 13 t/m 14) 01-10-2011 t/m 08-10-2011 Hitnotering: (Week 15) 12-11-2011 Hitnotering: (Week 16) 17-12-2011 Hitnotering: (Week 17) 14-01-2012 Hitnotering: (Week 18) 25-02-2012 | Hitnotering: (Week 1 t/m 5) 30-04-2011 t/m 28-05-2011 Hitnotering: (Week 6) 11-06-2011 Hitnotering: (Week 7 t/m 10) 25-06-2011 t/m 16-07-2011 Hitnotering: (Week 11) 20-08-2011 Hitnotering: (Week 12) 10-09-2011 Hitnotering: (Week 13 t/m 14) 01-10-2011 t/m 08-10-2011 Hitnotering: (Week 15) 12-11-2011 Hitnotering: (Week 16) 17-12-2011 Hitnotering: (Week 17) 14-01-2012 Hitnotering: (Week 18) 25-02-2012 |
| Week: | 1 | 2 | 3 | 4 | 5 | | 6 | | 7 | 8 | 9 | 10 | | 11 | | 12 | | 13 | 14 | | 15 | | 16 | | 17 | | 18 | |
| --- | --- | --- | --- | --- | --- | --- | --- | --- | --- | --- | --- | --- | --- | --- | --- | --- | --- | --- | --- | --- | --- | --- | --- | --- | --- | --- | --- | --- |
| Positie: | 51 | 7 | 69 | 90 | 23 | uit | 12 | uit | 69 | 53 | 26 | 53 | uit | 44 | uit | 30 | uit | 55 | 76 | uit | 36 | uit | 67 | uit | 32 | uit | 23 | uit |

## Bezoekersaantal
- Op 24 november 2019 werd het bezoekersaantal van drie miljoen overschreden.[5]
- Op 11 oktober 2023 werd de 3,5 miljoenste bezoeker verwelkomd.

## Internationaal
Wegens het grote commerciële succes in Nederland maakte producent New Productions in april 2019 bekend dat zij met de musical de grens oversteekt naar Londen; de musical moet verschijnen onder de naam Soldier of Orange met een volledige Engelse cast. Bij dit project is het originele creatieve team van de Nederlandse musical ook betrokken, onder wie Theu Boermans (regie), Edwin de Vries (script), Tom Harriman (muziek), Pamela Phillips Oland (liedteksten), Bernhard Hammer (decor) en Fred Boot (producent). Daarnaast werd de Britse toneel- en scenarioschrijver Jeremy Brock aan het team toegevoegd om het script enigszins aan te passen voor een Engelstalig publiek. Hierbij is het de bedoeling om bij Royal Docks in Londen een nieuwe theater voor de musical te bouwen inclusief de draaiende theaterzaal.
De bouw van het theater werd in 2020 noodgedwongen stilgelegd vanwege de coronapandemie. In april 2023 maakte producent New Productions bekend dat zij het project sinds 2022 weer hebben opgepakt maar tegen enkele problemen aan zijn gelopen, waaronder de gestegen kosten van de bouw van het theater als gevolg van de coronacrisis.

## Trivia
- Bij RTL zijn meerdere malen making-of's uitgezonden, het laatst zaterdag 3 januari 2015. Op 8 mei 2022 is er ook een making-of uitgezonden, ditmaal op SBS6.
- Twee keer is de TheaterHangaar beschadigd geraakt door storm. Dit gebeurde in 2013, op 28 oktober en 23 december. Op 24 december 2013 moesten hierdoor twee voorstellingen worden geannuleerd.[11]
- Op 25 en 26 maart 2014 waren er geen voorstellingen vanwege de Nuclear Security Summit 2014 die op deze data in Den Haag werd gehouden.
- In maart 2020 moest de musical noodgedwongen worden stilgelegd vanwege de coronapandemie die dat jaar uitbrak. Vanwege de anderhalvemeter-regel kon er niet voldoende publiek in de zaal zijn om de musical uit te voeren. In september 2020 kon de musical weer worden hervat, maar hij moest in oktober opnieuw worden stilgelegd vanwege de tweede coronagolf. Deze tweede sluiting werd aangekondigd op 30 oktober 2020, de dag dat de voorstelling haar 10-jarig bestaan had zullen vieren. Pas vanaf 1 oktober 2021 konden de voorstellingen weer worden hervat, tot de pandemie eind november weer oplaaide. In december 2021 moest de voorstelling voor de derde keer worden stilgelegd vanwege de derde coronagolf. Hierdoor kon wederom niet voldoende publiek in de zaal zijn om de musical uit te voeren. In maart 2022 mochten de voorstellingen weer worden hervat, maar vanwege een corona-uitbraak in de cast werd dit een week later dan gepland, op 16 maart 2022.
- Iedere voorstelling wordt er een krijtstreepje aan de achterkant van het decor gezet. Bij jubilea en andere bijzondere voorstellingen wordt een speciaal streepje ontworpen.
- Op 30 april 2023, het 12,5 jaar jubileum, werd het lied Als wij niets doen na het eindapplaus nogmaals gezongen met oud-castleden en de toen spelende cast.